# 1823 w muzyce
Wydarzenia muzyczne w 1823 roku.

## Wydarzenia
- 22 stycznia – poeta Ferenc Kölcsey napisał tekst pieśni „Boże zbaw Węgrów”, późniejszego hymnu Węgier
- 25 stycznia – w paryskim Théâtre Feydeau miała miejsce premiera opery Leicester ou le Château de Kenilworth Daniela Aubera[1][2]

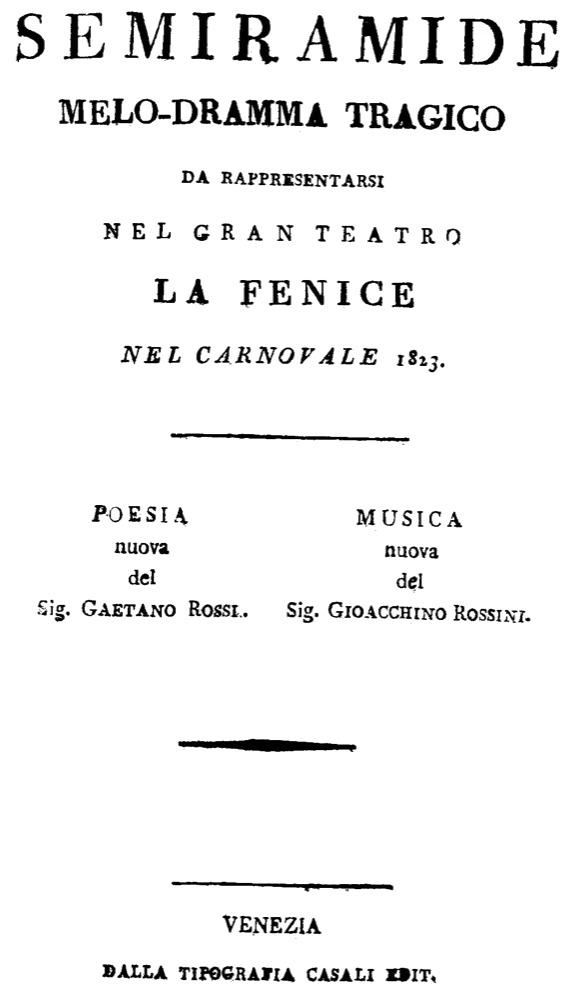
Strona tytułowa libretta opery Semiramida Gioacchina Rossiniego

- 3 lutego – w weneckim Teatro La Fenice miała miejsce premiera opery Semiramida Gioacchina Rossiniego[1][2]
- 6 lutego – Maria Szymanowska koncertuje w Kijowie[1][2]
- 14 marca - w Teatrze Narodowym w Warszawie miała miejsce premiera baletu Wesele w Ojcowie[3].
- 6 maja – Maria Szymanowska koncertuje dla 900 osobowej publiczności w Warszawie. Jest to występ w ramach przygotowań do trzyletniej trasy koncertowej[1][2]
- 12 maja – w paryskim Théâtre Feydeau miała miejsce premiera opery Le muletier Ferdinanda Hérolda[1][2]
- 30 maja – w neapolitańskim Teatro San Carlo miała miejsce premiera „Aristea” Gaetana Donizettiego[1][2]
- 2 lipca – w neapolitańskim Teatro San Carlo miała miejsce premiera opery Alfredo il Grande Gaetana Donizettiego[1][2]
- 28 lipca – w Kassel w Hoftheater miała miejsce premiera opery Jessonda Louisa Spohra[1][2]
- 3 września – w neapolitańskim Teatro Nuovo miała miejsce premiera opery Il fortunato inganno Gaetana Donizettiego[1][2]
- 8 września – w Operze paryskiej miała miejsce premiera opery Lasthénie Ferdinanda Hérolda[1][2]
- 22 września – w Dreźnie odbyła się premiera Ali baby i 40 rozbójników Heinricha Marschnera[1][2]
- 8 października – w paryskim Théâtre Feydeau miała miejsce premiera opery La neige, ou Le nouvel Eginhard Daniela Aubera[1][2]
- 25 października – w wiedeńskim Theater am Kärntnertor miała miejsce premiera opery Euryanthe Carla von Webera[1][2]
- 22 listopada – w Kassel w Hoftheater miała miejsce premiera „Hymne an die heilige Cäcilie” Louisa Spohra[1][2]
- 15 grudnia – w paryskim Ratuszu miała miejsce premiera opery La France et l’Espagne François-Adriena Boieldieu’a[1][2]

## Urodzili się
- 3 stycznia – Jacques-Nicolas Lemmens, belgijski organista i kompozytor (zm. 1881)
- 27 stycznia – Édouard Lalo, francuski kompozytor (zm. 1892)
- 7 lutego – Richard Genée, niemiecki kompozytor i librecista operetkowy (zm. 1895)
- 23 lutego – Adolph Kullak, niemiecki pedagog muzyczny (zm. 1862)
- 3 sierpnia – Francisco Asenjo Barbieri, hiszpański kompozytor, dyrygent i muzykolog (zm. 1894)
- 26 sierpnia – Wilhelm Troschel, polski śpiewak operowy (bas) (zm. 1887)
- 17 września – Tekla Bądarzewska-Baranowska, polska pianistka, kompozytorka salonowych utworów na fortepian (zm. 1861)
- 22 września – Maurycy Karasowski, polski kompozytor, wiolonczelista, krytyk muzyczny (zm. 1892)
- 5 października – Feliks Jaroński, polski pianista, kompozytor, pedagog (zm. 1895)
- 13 października – Immanuel Faisst, niemiecki kompozytor, pianista, organista, dyrygent chóralny i pedagog (zm. 1894)
- 21 października – Emilio Arrieta, hiszpański kompozytor (zm. 1894)
- 26 listopada – Thomas Tellefsen, norweski pianista, kompozytor i pedagog (zm. 1874)
- 1 grudnia – Ernest Reyer, francuski kompozytor i krytyk muzyczny (zm. 1909)

## Zmarli
- 16 lutego – Johann Gottfried Schicht, niemiecki kompozytor, dyrygent i pianista (ur. 1753)
- 1 marca – Pierre-Jean Garat, francuski śpiewak klasyczny (tenor i baryton), kompozytor, pedagog muzyczny (ur. 1762)
- 18 marca – Jean-Baptiste Bréval, francuski wiolonczelista i kompozytor (ur. 1753)
- 15 maja – Antonín František Bečvařovský, czeski kompozytor (ur. 1754)
- 20 czerwca – Theodor von Schacht, niemiecki kompozytor (ur. 1748)
- 2 października – Daniel Steibelt, niemiecki pianista i kompozytor (ur. 1765)
- 26 października – Joseph Preindl, austriacki kompozytor, organista, dyrygent i teoretyk muzyki (ur. 1756)
- 12 listopada – Emanuel Aloys Förster, austriacki kompozytor i pedagog muzyczny (ur. 1748)
- 24 grudnia – Philipp Christoph Kayser, niemiecki kompozytor (ur. 1755)

## Muzyka poważna
- 25 marca – w wiedeńskim „Zeitschrift für Kunst” opublikowano „Drang in die Ferne” D 770 Franza Schuberta[1][2]
- 27 maja – wiedeńska spółka Sauer and Leidesdorf opublikowała dwie pieśni Franza Schuberta, op.22: „Der Zwerg” oraz „Wehmut”[1][2]
- 19 czerwca – wiedeńska spółka Sauer and Leidesdorf opublikowała trzy pieśni Franza Schuberta, op.21: „Auf der Donau”,” Der Schiffer” oraz „Wie Ulfru fischt”[1][2]
- 4 sierpnia – wiedeńska spółka Sauer and Leidesdorf opublikowała cztery pieśni Franza Schuberta, op.23: „Selige Welt”, „Schwanengesang”, „Die Liebe hat gelogen” oraz „Schatzgräbers Begehr”[1][2]
- 27 października – wiedeńska spółka Sauer and Leidesdorf opublikowała dwie pieśni Franza Schuberta, op.24: „Gruppe aus dem Tartarus” oraz „Schlummerlied (Schlaflied)”[1][2]
- 30 grudnia – w wiedeńskim „Zeitschrift für Kunst” opublikowano „Auf dem Wasser zu singen” D 774 Franza Schuberta[1][2]